# Divočení vodního toku

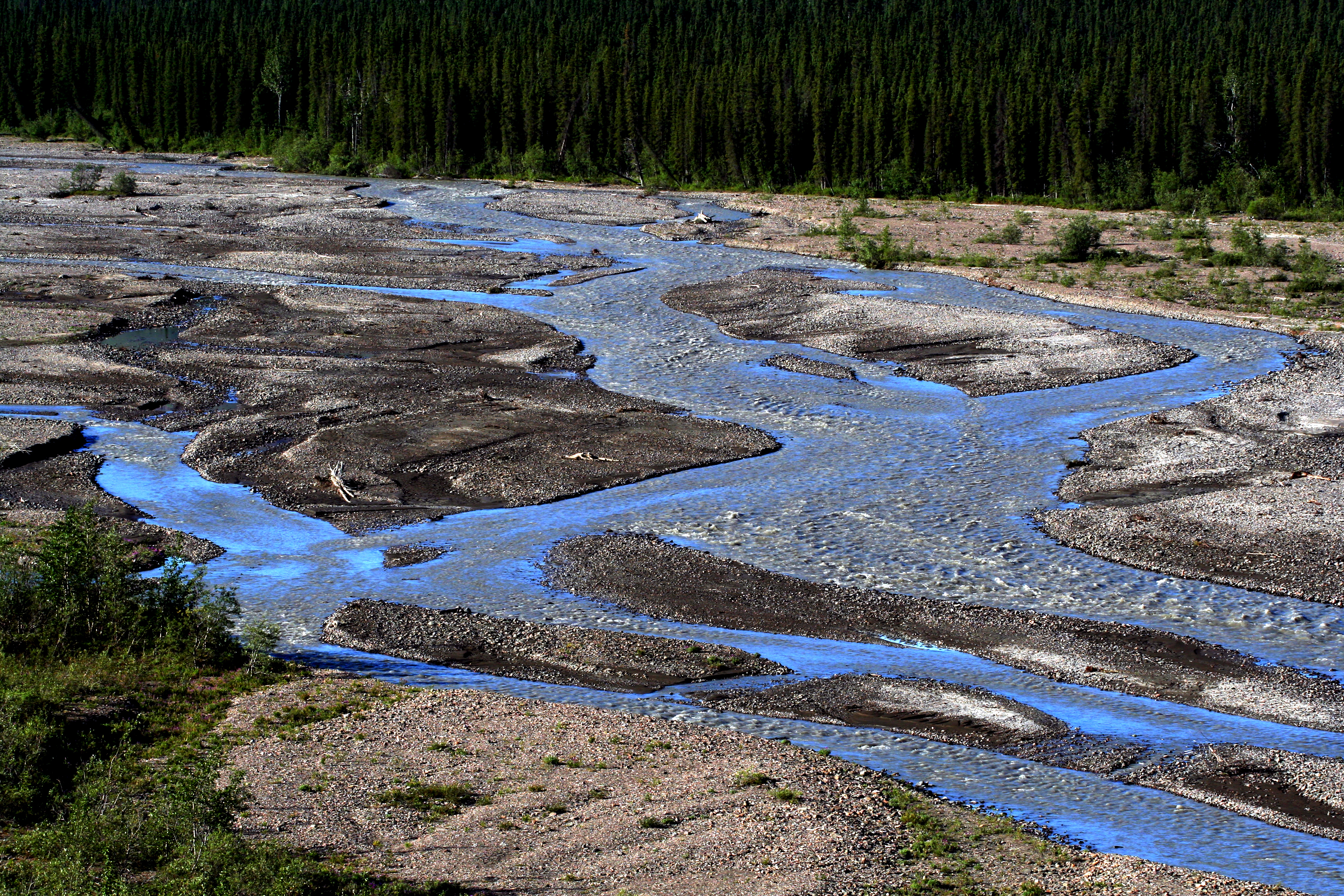
Divočící řeka s lavicemi a ostrůvky sedimentů

Divočení vodního toku je pojmenování situace, při které dochází k větvení, rozdělení vodního toku do více ramen. Tím se zvyšuje průtočný průřez a snižuje se rychlost i unášecí energie vody. Následkem toho se, nejčastěji v zákrutech, usazují hrubozrnné naplaveniny a vytvářejí břehové nebo středové lavice a ostrůvky. Vzniká tam agradace, ukládání sedimentů v korytě, které zvyšuje polohu dna. Divočící část toku je většinou mělčí a širší než ostatní úseky. Koryta se postupně zanášejí a při dalších povodních břehy tvořené lavicemi z nánosů se pro svou nepevnost přesouvají erozí vody na jiná místa.
Unášený substrát může mít charakter štěrku nebo písku. Pro podhorské bystřiny je charakteristickým materiálem štěrk, pro nižší části toků písek různé frakce. Divočící toky vznikaly na území Česka v chladných obdobích pleistocénu, kdy vyšší intenzita přirozeného zvětrávání skalnatého podloží vedla k zanesení údolí mocnými vrstvami sedimentů. V dnešních podmínkách kulturní krajiny jsou takové vodní toky již vzácné.
V současnosti k unášení štěrku dochází převážně jen ve vyšších částech mladých pohoří, nejbližšími jsou Karpaty. Na území České republiky zasahují Karpaty svým vnějším západním cípem, který je nejvyšší právě v Moravskoslezských Beskydách (Lysá hora 1323 m n. m.). Štěrkonosné divočící toky se vyskytují v horních a středních úsecích podbeskydských řek, jako jsou Morávka, Ostravice, Lomná, Olše, Rožnovská Bečva a na jejich přítocích. V přilehlém okolí divočících toků dochází k disturbanci, ke změně ekosystému, která likviduje současnou biotu daného území a zároveň vytváří volné území k rozšíření nové. Divočící vodní toky se všeobecně vyznačují nízkou vlnitostí, častým překládáním koryt a velkou unášecí schopností.
Divočící řeky jsou i v zahraničí, typickým příkladem je ruská řeka Ola ústící do Ochotského moře.